# Vernel Fournier
Vernel Anthony Fournier (30. juli 1928 i New Orleans, Louisiana – 4. november 2000 i Jackson, Mississippi, USA) var en amerikansk jazz-trommeslager. 
Fournier er nok bedst kendt for sit virke i Ahmad Jamals trio. Han var i 1948 hustrommeslager på Klubben Bee Hive i Chicago hvor han akkompagnerede mange gæstende musikere såsom Stan Getz, Ben Webster, Lester Young og Sonny Stitt.
Fournier spillede også hos George Shearing i to år , før han igen spillede hos Ahmad Jamal. 

## Eksterne kilder og henvisninger
- Subtle and Understated Drummer